# Las Piedras, Urugvaj
Las Piedras je grad na jugu Urugvaja. Nalazi se u departmanu Canelones.

## Povijest
Las Piedras je osnovan 1744. godine pod imenom "San Isidro".
18. svibnja 1811. urugvajski vođa u borbi za neovisnost, don José Gervasio Artigas, predvodi snage do pobjede protiv Španjolske u bitci kod Las Piedrasa (Juan Manuel Ferrari postavio je spomenik u toj bitci). Las Piedras je status sela (pueblo) stekao prije neovisnosti Urugvaja. Njegov status je uzdignut na razinu grada (ciudad) 15. svibnja 1925.

## Stanovništvo
Prema popisu stanovništva iz 2011. godine, grad Las Piedras je imao 71.258 stanovnika.
| Godina | Stanovništvo |
| ------ | ------------ |
| 1908.  | 8.109        |
| 1963.  | 40.658       |
| 1975.  | 53.331       |
| 1985.  | 58.283       |
| 1996.  | 66.584       |
| 2004.  | 69.222       |
| 2011.  | 71.258       |

- Izvor: Državni statistički zavod Urugvaja.[1]